# Herb Tychów
Herb Tychów – jeden z symboli miasta Tychy w postaci herbu.

## Wygląd i symbolika
Herb przedstawia na niebieskim tle, złoty róg myśliwski z czarnymi okuciami i złotym rzemieniem skręconym ku górze.

## Historia
Wizerunek rogu myśliwskiego pojawił się na pieczęci odciśniętej w katastrze (pochodzi od imienia cesarza rzymskiego Karola) dnia 2 czerwca 1723 r. przez ówczesnego wójta tyskiego Andrzeja Bielasa (Andres Bielas Vogt). W Katastrze karolińskim widnieje odcisk pieczęci, który przedstawia róg myśliwski ze skęconym rzemieniem skierowanym do góry. Wyraźnie zaznaczono ustnik oraz krawędź tuby. Róg oplatają w trzech miejscach rzemienie, a do każdego z nich przymocowano frędzel. W otoku biegnie napis „SIGILLUM TYCHENSE” („PIECZĘĆ TYSKA”). W górnej części otoku umieszczono równoramienny krzyż, który tworzy pięć okrągłych wypustków. Bezpośrednio za napisem znajduje się bliżej nieokreślony symbol, prawdopodobnie znak grawera. 
Kolejny herb Tychów pochodzi z pieczęci znajdującej się na dokumencie datowanym na 11 grudnia 1769 r. Herb ten przedstawiał róg myśliwski z długim rzemieniem i frędzlami.

Herb w latach 1951-1989

Do 1950 roku herbem miasta był złoty lub srebrno-złoty róg na niebieskim tle. W 1950 Rada Państwa PRL podjęła decyzję o rozbudowie Tychów. Z tej okazji zdecydowano się ustalić nowy herb. Prezentował on czarny róg myśliwski ze srebrnymi ozdobami.
Rok później przyjęto kolejny projekt, stworzony przez architekta Marka Niklewicza. Odbiegał on zupełnie od wszystkich przeszłych herbów Tychów, prezentował bowiem ceglany mur. W jego prawym górnym rogu znajdowały się symbole górnictwa – tzw. pyrlik z żelozkiem, a ponad godłem widniał napis "Tychy". Herb symbolizować miał „nowoczesny, wielkomiejski charakter” miasta i zajęcia jego mieszkańców – budownictwo i górnictwo.  Mimo uchybień heraldycznych herb taki obowiązywał aż do 1989 roku.